# EU07
EU07 — грузо-пассажирский электровоз постоянного тока, строившийся в Польше по лицензии английской компании Metropolitan Vickers & English Electric Co. для PKP.

## История
Производство данных локомотивов с заводским обозначением 4E было начато в 1965 году на заводе PaFaWag во Вроцлаве, на основе документации выпускавшегося в Англии электровоза EU06 (была произведена конвертация в метрическую систему и округление размеров). Локомотивы обладают идентичной EU06 конструкцией, за исключением изменения системы отопления кабин машиниста и замены части узлов и аппаратуры на польские аналоги. До 1974 года было построено 240 единиц локомотивов типа 4E, дополнительно в период с 1976 по 1977 гг в серию EU07 были включены ещё 4 единицы (№ 241…244), перестроенные из EP08 (EP08-002…005; тип 4Ea). Изначально на заводе PaFaWag планировался выпуск 300 локомотивов, однако производство было прекращено в пользу ET22.
В 1983 году производство было возобновлено на заводе Цегельского, HCP в Познани (№ 301…536, 538…543). Однако, данные локомотивы, получившие заводское обозначение 303E, вели своё происхождение от двухсекционного электровоза ET41 (тип 203E, развитие типа 4E) и отличались от оригинала конструкцией кузова, рамы, пневматической системы и приборами управления. EU07 под номером 537 типа 303E не существовало, так как к моменту его выпуска в 1991 году (принят PKP в январе 1992) в распоряжении PKP уже имелся реконструированный вариант, а локомотиву под заводским номером 303E-437/91, который должен был стать EU07-537, был присвоен первый свободный номер 540 (EU07-538 и EU07-539 были выпущены в той же партии и получили свои порядковые номера).
В 1990—1994 гг. в серию EU07 были перестроены три секции электровоза ET41 (№ 537, 544 и 545), путём оснащения их второй кабиной. EU07-537 перестроен из секции Б ET41-036 (секция А списана в результате происшествия) в октябре 1990, EU07-544 перестроен из секции А ET41-088 (секция Б списана) в январе 1992, EU07-545 перестроен из секции А ET41-116 (секция Б списана в результате происшествия) в августе 1994. № 537 и 544 позднее переведены в серию EP07 под теми же номерами.

## Эксплуатация
Данные локомотивы проектировались для вождения скорых пассажирских поездов массой до 700 тонн с максимальной скоростью 125 км/ч, либо легких товарных составов общей массой до 2000 тонн с максимальной скоростью до 70 км/ч. EU07 эксплуатируются на большинстве электрифицированных линий и в настоящее время используются практически исключительно для вождения скорых поездов.
С 1995 различными ремонтными предприятиями производится переоборудование локомотивов EU07. С целью повышения времени эксплуатации тяговых электродвигателей (ТЭД), посредством уменьшения числа оборотов валов двигателей на высоких скоростях, производится изменение передаточного соотношения редукторов. Переоборудованные электровозы получают серию EP07, но их номера остаются прежними. Недостатком данной модификации является тяжелое трогание и набор скорости, что ограничивает применение данных локомотивов исключительно пассажирской службой.
С 2007 года часть локомотивов EU07 перешла в собственность Отдела межвоеводских перевозок ООО «Региональные перевозки» (Przewozy Regionalne Sp. z o.o.). Модернизированные локомотивы получили обозначение EP07 и номера от 1001 и выше. Изменения включали в себя удаление оборудования кратной тяги по системе многих единиц. После выделения Отдела межвоеводских перевозок из структуры «Региональных перевозок» все локомотивы EU07/EP07 перешли в пользование PKP Intercity.
С 2011 года производилась модернизация 24 единиц серии EU07 для PKP Cargo. Эти локомотивы получили новые номера начиная с 1501 и далее, и включают два подтипа. В версии 303Eb выполнено повышение эргономики рабочего места машиниста, установлены системы климатизации, регулировки освещения и устройства связи с поездом. Произведена замена пультов управления, кресел, элетроприводов дворников, а также термо- и звукоизоляция кабины. Смонтированы модернизированные ТЭД, а также современный скоростемер в соответствии с Европейской системой управления движением поездов. Установлены дополнительный преобразователь напряжения для питания бортовых электронных устройств и разъединители тяговых электродвигателей с доступом из кабины машиниста. Вторая версия 303Ec дополнительно получила элетрошкафы высокого и низкого напряжений производства Мастерских по ремонту электровозов в Гливице (ZNLE Gliwice, с 2013 Newag). В шкафу ВН применены контакторы с электронным управлением. Также установлены компьютерная система управления и диагностики, операторские панели в кабинах и, вместо контроллера штурвального типа, управление с помощью джойстика.
В конце 2011 перевозчик TS Opole закупил и модернизировал 9 локомотивов EU07 и 2 единицы EP07, ранее эксплуатировавшихся PKP Intercity. Необычным ходом явилась переделка 2 электровозов EP07 в EU07, несмотря на то, что локомотивы EP07 обладают большей надежностью из-за пониженных оборотов ТЭД. В рамках капитального ремонта заменены все изношенные элементы, но сохранены подшипниковые втулки пустотелых валов, а в случае с двумя EP07 выполнена замена редуктора. Кабины машиниста получили новые кресла и новую звуко- и термоизоляцию. Все локомотивы были модернизированы не в Ополе, а в ремонтных мастерских в Гданьске и Олеснице (ZNTKiM Gdańsk и ZNTK Oleśnica).
С середины 2011 года электровозы типа 4E (до номера EU07-244) были переклассифицированы PKP Polskie Linie Kolejowe в серию EU07E, для различения локомотивов с нагрузкой на ось до 20 тонн (допускающихся к эксплуатации на линиях класса C). Часть локомотивов получила дополнительную букву E за номером (например EU07-237E).
Только несколько локомотивов эксплуатируются вне группы PKP. В 1999 году Предприятие железнодорожного транспорта и горнорудной промышленности в Забже (Przedsiębiorstwo Transportu Kolejowego i Gospodarki Kamieniem w Zabrzu) при посредничестве ремонтных мастерских в Любани (ZNTK Lubań Śląski) приобрело отставленный от работы локомотив EU07. Он получил серию 4E и номер 4E-004. В 2011 году он находился в эксплуатации DB Schenker Rail Polska. В 2011 году общество PHU Lokomotiv выкупило у PKP Intercity 9 локомотивов (EU07E-009, 080, 082, 083, 089, 093, 157, 162, 166), для использования в грузовом движении. В 2013 PHU Lokomotiv приобрело ещё 2 электровоза (№ 109 и 148) у ремонтных мастерских в Олеснице.

### Родственные серии
- EU06 — основопологающая серия. Локомотивы, построенные в Великобритании на основе электровозов класса 83
- EP07 — пассажирская версия
- EP08 — пассажирская версия с измененным передаточным соотношением редуктора, новыми ТЭД и заменой подшипников на роликовые
- EU07A — глубоко модернизированная версия с асинхронными двигателями
- ET41 — двухсекционный вариант
- ET22 — грузовой локомотив, во многом основанный на конструкции EU07